# 브롱크스 미술관

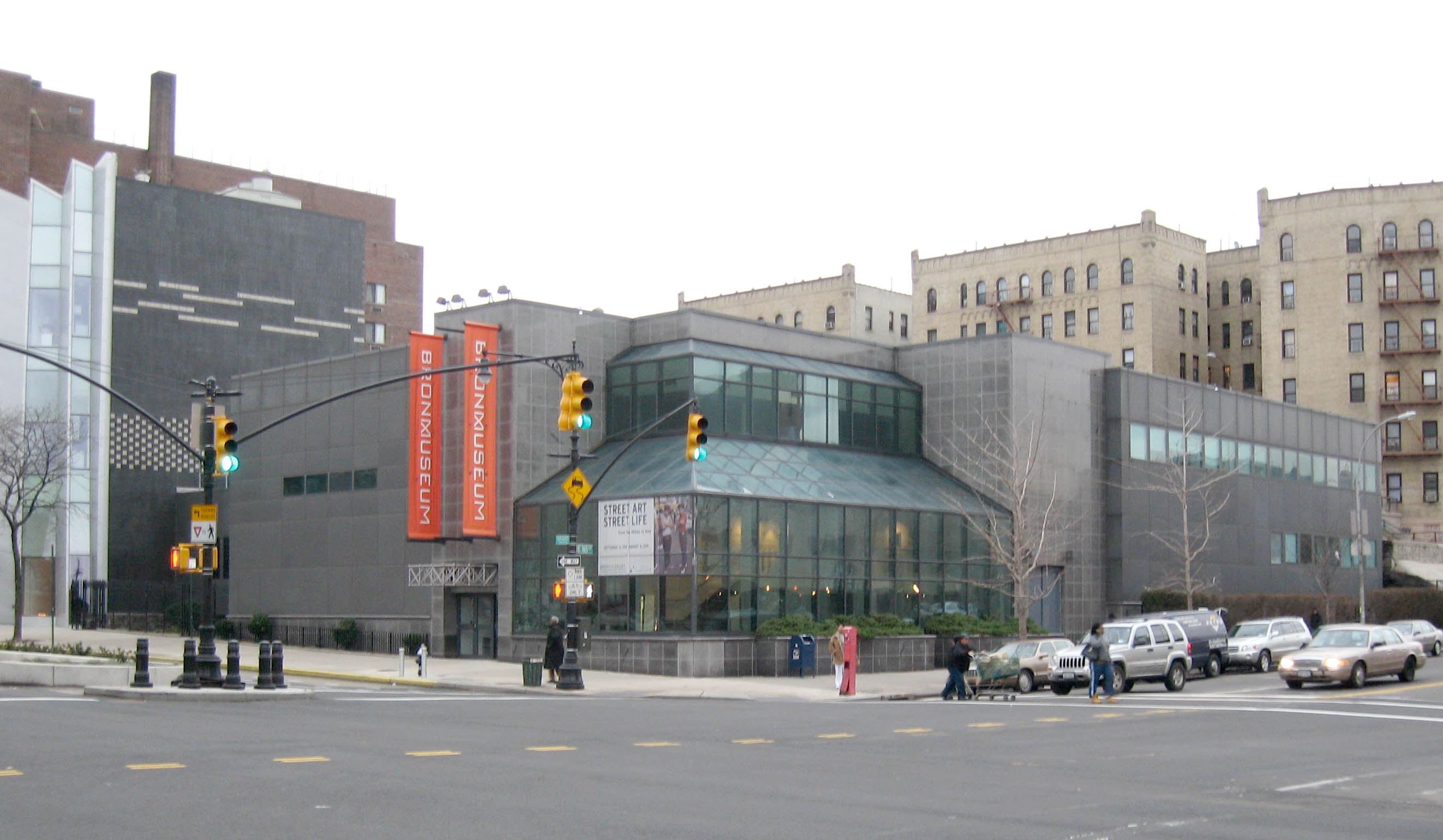
브롱크스 미술관

브롱크스 미술관(Bronx Museum of the Arts)은 뉴욕 브롱크스에 위치한 미술관이다. 20~21세기 미술을 주제로 다양한 기획전이 열린다. 특히, 아프리카, 아시아, 라틴 아메리카 지역을 중심으로 한다. 원래 브롱크스 군 법원에 위치했지만, 1982년 지금의 위치로 이전하였다.